# Nagyvarsány
Nagyvarsány község Szabolcs-Szatmár-Bereg vármegyében, a Vásárosnaményi járásban.

## Fekvése
Szabolcs-Szatmár-Bereg vármegye északkeleti részén, a Nyírség és a Beregi-síkság találkozásánál fekszik, Vásárosnaménytól északnyugatra, a Tisza bal partján.
Különálló településrésze a központjától 1,5 kilométerre délnyugatra fekvő Szabadságtanya.
Észak felől Gyüre, dél-délkelet felől Kisvarsány határolja, mindkettővel szinte egybeépült. Közigazgatási határa keleten a Tisza, nyugaton pedig Ilk és Gemzse szántóföldjeivel határos. Szemközti szomszédja a Tisza túloldalán Tiszaszalka: ezen a szakaszon történt a Tokaj fölötti első mederátvágás 1852-ben és ugyanitt az utolsó is, 1974-ben. A Nagyvarsányhoz és Gyüréhez közelebb eső, 3 kilométer hosszú kanyar (a "kilences") átvágásával a bal parti települések árvízvédelmi szempontból kedvezőbb helyzetbe kerültek.
A térség fontosabb települései közül Vásárosnamény 5, Kisvárda 22, Mátészalka 27, Záhony 35, Nyíregyháza 58 kilométer távolságra található. A legközelebbi közúti határátkelő Ukrajna felé Barabás (20 kilométerre), Szlovákia felé Zemplénagárd (34 kilométerre), Románia felé pedig Vállaj (50 kilométerre).

### Megközelítése
Csak közúton közelíthető meg, Vásárosnamény-Kisvarsány és Gyüre felől egyaránt a 4115-ös úton. Szabadságtanyával a 41 118-as számú mellékút köti össze.
Területén áthalad a Mátészalka–Záhony-vasútvonal, de a vonalnak itt nincs megállási pontja, csak Kisvarsányban és Gyürében.

## Nevének eredete
Nagyvarsány ómagyar törzsi eredetű helynév, neve honfoglalás kori népnevet takar. A kutatók között egyetértés van a népnévben, az eredetében azonban nem. Nagy Géza és Moór Elemér a magyarsághoz csatlakozott egyik kabar törzs nevének tartja Varsányt, Mikesy a jászok nevét látja benne, Győrffy szerint pedig az alánokat hívták a magyarok varsányoknak. Az eredeti névforma Vosján volt, majd ebből Vossán > Vassán, végül az -ss > -rs-elhasonulással és a szó végi n jésülésével Varsány lett. A községnek a következő névváltozatai bukkannak fel: Vosian, Kylwassan, Belwassan (a jelzők a megosztott részek helyzetére utalnak), ez utóbbi templomáról Eghazosuosyan (Egyházasvarsány) is, majd a 14. században keletkezett Kisvarsánnyal szemben koráról és méretéről az Owossan és Naghwarsan nevet is viselte. A 16. század végétől, mintegy két évszázadig Kenderes-Warsányként említik. A 18-19. században a következő formákban is írták: Nagy Warsány, Nagy-Warsány, Nagy-Varsány, Nagyvarsány.

## Története
Nagyvarsány egyike a vármegye legrégebbi településeinek, története a kőkorig nyúlik vissza. A Tisza akkori folyásához közeli részen fekvő Szálláskertben folyamatosan sok cseréptöredéket találtak. Ugyanazon a részen a Tisza medréből ősjávorszarvas-agancsdarabok, a bronzkorból bronz bogrács, a szkíta fegyveres temetkezésből kard-, dárda- és pajzsfogantyú-maradványok kerültek elő. A falu alapítása a 10. századra tehető, néhány lakójának nevét már 1214-ből ismerjük. Ekkor a település az ősfoglaló Kaplon nemzetségbeli Simon birtoka volt.
1310-ben már két részből állt a település, Kül- és Belvarsányból. A 14. század elején temploma után Egyházas-Varsány néven említik. 1411-ben Zsigmond király a Kállay családdal rokon Butykaiaknak adományozta. 1419-ben Orosz Miklós leleszi prépost és királyi alkancellár a királytól kérte és kapta adományként testvérei részére. 1420-1423 között a Butykaiak és a velük rokon Márky és Ráskay nemzetségek felosztották egymás között a helységet. 1460-ban Kenderes János Nagyvarsányban királyi adománybirtokot kapott. 1480-ban Ráskay János és Balázs, a budai vár kapitánya, királyi kamarás és tárnokmester új királyi adományt kaptak, egyben birtokaikban mindkettőt megerősítették. 1489-ben a Maday családnak volt még itt nagyobb részbirtoka. A leleszi konvent 1489-ben kelt oklevele szerint a település ekkor Szatmár vármegyéhez tartozott. 1550-ben még mindig a Butykai-családé, bár csak kisebb része. A 16. század végén a falut Kenderes-Varsány néven emlegetik. Ekkor már birtokosai között ott találjuk dálnoki Székely Antalt, I. Ferdinánd és I. Miksa fosztogatásairól híres zsoldos vezérét, és vele együtt birtokosok Ibrányi János, Sennyey Jónás és Kállai Lőkös Farkas.
Az Ibrányiak birtoklásáról annyit tudunk, hogy Ibrányi Ferenc alispán az 1580-as években a megye pénzén vásárolta meg birtokrészét és ezt fia, Miklós is megtartotta. A vármegye azonban az őt illető részt 1589-ben hű szolgálataiért átengedte Herczeg Ferenc jegyzőjének. Ibrányi Ferencnek volt egy Miklós nevű testvére is. Lehet, hogy Ibrányi Miklós feleségének, Lónyay Annának a hozományaként jutott itteni birtokrészéhez, mert a 17. század első felében Székely Boldizsár mellett a Lónyay család leszármazottai voltak a legnagyobb birtokosok. 1607-ben dálnoki Székely Boldizsár, Antal fia tartott fenn kúriát a faluban. A Sulyok-kúria az 1677. április 13-án felvett conscriptio szerint: „Nagy Varsányban vagyon egy Nemes Curia Szőlős Kertivel együtt, amelylyet Néhai Nemzetes Súlyok Borbála Asszony birt. (...) Annak előtte birták azon Varsány Curiát... Néhay Székely Gáspár és Néhay Székely Anna.”
1692. április 27-én felvett leírás a Gyulay-kúriát említi. Talán ennek az elpusztult faépületnek a telkén épült a 19. század elején az emeletes Gyulay-kúria, melyet a századforduló környékén bontottak le. 1891 őszén még állt a kastély, bár ekkor már évtizedek óta nem lakta a grófi család, mivel a községi út mentén feküdt és nyaranta a por miatt lakhatatlanná vált. A katolikus és református egyháznak egyaránt telkeket adományozó gróf Gyulay Sámuel 1886-ban bekövetkezett halála után a kastélyt az uradalommal együtt kiskorú fia, az 1875-ben Görzben született gróf Gyulay István örökölte, aki tanulmányai elvégzését követően a kastélyban kívánta berendezni otthonát. Nevében Lukácsy Lajos aradi ügyvéd, báró Edelsheim-Gyulai Lipót uradalmi jogtanácsosa 1891-ben kérvényt nyújtott be a vármegyei közgyűléshez a községi út áthelyezése érdekében.
A 17. században a Sennyey- és Lónyay-családokat többszörös házassági kötelék kapcsolata össze, s ennek következtében a nagyvarsányi birtokrészek hol egyik, hol másik család kezén voltak. A században még más földesurakat is találunk a birtokosai között (pl. 1627-ben Barkóczky Lászlót, 1643–1651 között Apagyi Miklóst, 1667-ben gróf Csáky Istvánt), de ezek mind rokoni kapcsolatban álltak a Lónyayakkal, akik egyébként igyekeztek az egyes birtokrészeket tervszerűen felvásárolni.
A 18. században a legnagyobb birtokrésze gróf Gyulay Ferencnek és örököseinek volt. A Gyulay család már 1608-ban birtokos volt Nagyvarsányban, sőt egy időben a birtokaik központja is itt volt. Az 1741. évi nemesi összeírás szerint fiának, ifj. Gyulay Ferencnek 9 jobbágya és zsellére volt, míg a többi földesúrnak (Eötvös Miklós, Orosz Pál, Megyery László) csak egy-egy jobbágya lakott itt. 1772-ben még mindig gróf Gyulay Ferenc volt a legnagyobb földesúr (13 jobbággyal), a többi birtokos időközben telepített egy-egy jobbágyot a birtokrészére, és így a hét másik földesúr (gróf Barkóczy Károly, gróf Klobusitzky István, Eötvös Sándorné és Miklós, Megyery István, Lónyay Ferenc és báró Horváth György) csupán 6 jobbágyon és 4 zselléren osztozkodott. 1788 körül Eötvös Miklós tábornok részét Lónyay László vásárolta meg állattartó majorságával együtt, de az új földesúr súlyos vitába keveredett az egész faluval.
Az első magyarországi katonai felmérést végző térképészek 1782–1785 között jártak Nagyvarsányban. Feljegyzéseik szerint „Gyüre 1/4 óra, Szalka az úton 3/4 óra. (...) A kis templom kőből épült. A nemesi kúria egy jelentéktelen fallal van körülvéve. (...) A Tisza folyó felé lévő réteket mocsarak szelik át. (...) Az út innen Gyürébe kissé rossz időjárás esetén, de különösen tavasszal és ősszel, rossz. A szomszédos helységekbe vezető, a térképen jelzett utak tartósan rossz idő esetén rosszak, a dombok között azonban, a szilárd talaj következtében, bármilyen időjárás esetén járhatók.” Vályi András országjárása során az 1790-es években jutott el a faluba, melynek „földes Urai Gr. Gyulay, és több Uraságok, lakosai katolikusok, és reformátusok, fekszik Fény. Litkéhez nem meszsze, mellynek filiája; határja ollyan, mint Kis-Varsányé.”
Közvetlenül a jobbágyfelszabadítás előtt a helység felét gróf Gyulay Albert örökösei, másik felét báró Eötvös Ignác, gróf Vay Ábrahám és Ujhelyi Sándor bírták. 1851-ben a 655 lakos többnyire református vallású volt, de élt itt 95 római katolikus és néhány zsidó vallású is. A falu határa részint agyagos, részint homokos. Az agyagos földön bőven termett búza, árpa, zab, a homokos földön pedig rozs, kukorica, burgonya. A határ ¾ része kövér kaszálókból állt, a határhoz 22 hold szőlő tartozott. A szegekben kiváló minőségű gyümölcs termett, melyet folyamatos telepítésekkel újítottak és bővítettek. Az 1850-es évektől a református parókia kertjét és a közel eső javadalmi földet is gyümölcsfákkal ültették be. Egy 1860. január 25-én felvett egyházi jegyzőkönyv 137 db gyümölcsfát említ a parókia kertjében, nagyobb részük besztercei szilva. Erre az intenzív gyümölcstermelésre alapozta a gróf Gyulay-birtok a 60 köblös szeszgyárat.

A református templom és fa harangláb 1857-ben (fametszet)

Nem volt mentes a település a katasztrófáktól. Menyhért János református lelkész 1855. február 25-én kelt, a Vasárnapi Ujságban közölt cikkéből tudjuk, hogy február 19-én hatalmas árvíz öntötte el a falut, miután a megáradt Tisza a töltést átszakította. Még ugyanez év nyarán kolerajárvány pusztította a lakosságot. A korabeli református halotti anyakönyv tanúsága szerint június 19. és július 20. között 50 református vallású lakos vesztette életét a gyors lefolyású, többségében halállal végződő betegség következtében, amely szám a falu akkori lakosságának közel tíz százalékát jelentette. A halottakat Sebő Sámuel református iskolai tanító még a halál beálltának napján eltemette: július 5-éig 41 halottat temetett el, mígnem ő is áldozatául esett a fertőzésnek. A kolera még 1866 őszén és 1873 nyarán is felütötte a fejét a településen, azonban már korántsem végzett akkora pusztítást, mint az 1850-es években.
Miután az 1880-as években a Monarchia területéről tömeges kivándorlás indult az Egyesült Államokba, Nagyvarsányt is sokan elhagyták. A kivándorlás a 20. század elején tetőzött. Az 1910. évi népszámlálás idején a falu 1077 fős lakosságából 28 fő, az 1920. évi népszámlálás idején az 1166 fős lakosságból 82 fő tartózkodott külföldön. A kivándorlás folyamatát jelentős mértékű visszavándorlás kísérte.
A 20. században bárók, kisebb birtokosok osztoztak a település földjén. 1927-ben 100 holdnál is több birtoka volt itt Domahidy Elemérné Perényi Ilonának, Weinberger Ernőnek, valamint a Rochlitz Dávid fiai és Friedmann Adolf cégnek. Ez utóbbi rendelkezett a legnagyobb résszel, birtokához tartozott a Gyulay-tanya. Itt alakították ki a gazdaság központját. Mezőgazdasági feldolgozóipart létesítettek, működő malom, olajütő, szeszgyár biztosította a termékek feldolgozását. Az itt keletkezett melléktermékekre és az óriási kaszálókra alapozták az állattartást. Az értékesítéshez a tanyaközpont és Gyüre vasútállomás között 1905-ben kiépítették a lóvasutat, hogy a szállítást megkönnyítsék. A cselédek gyermekei számára tanyasi iskolát működtettek. A gazdaságban elsők közt használták a csépléshez a „tüzesgépet”. Megindult a Szálláskerttől a Tiszáig a jonathan almafák telepítése. 1920. április 26-án megalakult a Nagyvarsányi Hangya Fogyasztási és Értékesítési Szövetkezet, melynek igazgatósági tagjaivá az alakuló  közgyűlésen Balogh Miklós református lelkészt, valamint Balaskó József, Szűcs F. József, Szűcs Gergely és Kiss S. József földműveseket választották. Az 1920-as években megépült a Vásárosnamény–Nagyvarsány közötti kövesút, melynek révén a község az országúthálózat része lett. 1924-ben a községi bíró Hegyaljai István, földbirtokosok Balaskó György, Balaskó József, Balogh Miklós, Goldstein Márton, Incze István, Juhász Kálmán, Mentő Imre, a Rochlitz cégek, Srétesy János, K. Szűcs István és Weinberger Ernő voltak. A községi orvosi feladatokat Schwartz Fülöp látta el. Nagyvarsány 1938-ban országosan is jegyzett, térképen feltüntetett gazdasági, ipari központ volt. 
1944. május végén a zsidó lakosságot, köztük Rochlitz Zoltán földbirtokost és családját a kisvárdai gettóból Auschwitzba deportálták, ahonnan csak Rochlitz lánya, Zsuzsanna tért vissza. Rochlitz Zsuzsanna az 1956-os forradalom után az Egyesült Államokba települt, később Kanadában élt. 2022-ben, 97 évesen hunyt el Torontóban.
1945-ben a helybeli születésű Vincze Géza vezetésével megalakult a Magyar Kommunista Párt helyi szervezete. Ugyanez évben földosztásra került sor, az Ezredestanyán, az egykori Rochlitz-birtokon élő uradalmi cselédekből újgazdák lettek. A gyümölcsöst kezdetben szétosztották, majd állami tulajdonba került. 1949 őszén kilenc család társulásával létrejött a Szabadság termelőszövetkezeti csoport. Az 1950-es választást követően önálló községi tanács alakult, melynek elnökévé Vincze Gézát választották. Vincze Géza tizenhét éven át, 1967-es nyugdíjba vonulásáig volt a község tanácselnöke.
1960 elején Nagyvarsány termelőszövetkezeti községgé alakult. 1959-ben orvosi rendelő és orvosi szolgálati lakás, 1960-ban központi iskola épült. A túlnyomórészt paticsfalú, nádtetős házakat nagy ablakú, világos, cseréppel fedett családi házak kezdték fölváltani. Az 1960-as években már csaknem minden háztartásban volt rádió, több helyen televízió is. 
1973. április 15-én Gyürével közös községi tanácsot hoztak létre Nagyvarsány székhellyel, majd 1978. december 31-én Varsánygyüre néven egyesítették a két községet. A közös tanácsháza Nagyvarsány és Gyüre határára épült, míg az oktatási-nevelési központ Nagyvarsányban, az egészségügy központja (orvosi rendelő és gyógyszertár) Gyürében volt. 1990. május 27-én népszavazással döntött a két település Varsánygyüre szétválása mellett, ugyanakkor az őszi helyhatósági választásokon még közös önkormányzatot alakítottak. A köztársasági elnök 310/1990. (XII. 22.) KE határozata értelmében 1991. január 1-jével Varsánygyüre megszűnt, ismét Nagyvarsány és Gyüre községek jöttek létre az eredeti közigazgatási határokkal, ezért 1991. március 3-án mindkét településen új helyhatósági választásokat tartottak. 
1986-87-ben kiépült az ivóvíz-, 1992-ben a gázvezeték-, 1998-ban a szennyvízhálózat. 1990-ben a térségben elsőként, közadakozásból, társadalmi munkában építettek ravatalozót, egyúttal a ravatalozó mellett kialakított kegyeleti parkban a II. világháború áldozatainak tiszteletére emlékművet emeltek. 1995-ben átadták az egészségügyi központot, melyben a következő év végére háziorvosi és fogorvosi rendelő, védőnői szolgálat, szolgálati lakás és gyógyszertár egyaránt helyet kapott. 2000-ben, a millenniumi év alkalmából kialakították a település főterét, elkészítették a település címerét, a világháborús emlékmű fölé lélekharangot állítottak. 2004-ben a víztározó területén szabadidőparkot hoztak létre, amely gyermeknapi rendezvények, falunapok helyszíneként is szolgál. Európai uniós támogatással 2005 végén indult beruházás keretében került sor az iskola és az óvoda felújítására, a művelődési ház korszerűsítésére, valamint új tanuszoda építésére. A tanuszoda épületét ünnepélyes keretek között 2007. június 23-án adták át. 2012 végére készült el a Nagyvarsányt és Gyürét a 4145. számú Záhony–Vásárosnamény összekötő út mentén átszelő kerékpárút, egyúttal a zárt csapadékvíz-elvezető rendszert is kiépítették mindkét településen. 
Nagyvarsány az 1876-os megyerendezés előtt Szabolcs vármegye Kisvárdai járásához, ezt követően 1950-ig a Tiszai járáshoz tartozott. Az 1923-as megyerendezés során Szabolcs és Ung k.e.e. vármegye része lett, majd az első bécsi döntés értelmében Szabolcs vármegyéhez került vissza. 1945-ben a Mátészalka székhellyel létrejött Szatmár-Bereg vármegyéhez csatolták. 1950-től Szabolcs-Szatmár megyéhez, 1990-től Szabolcs-Szatmár-Bereg megyéhez, 2023-tól Szabolcs-Szatmár-Bereg vármegyéhez tartozik. Az 1950-es járásrendezés során a Tiszai járás felosztásával a Vásárosnaményi járás része lett, egészen a járások 1984-es megszüntetéséig. 2013 óta ismét a Vásárosnaményi járás része.

### Szabadságtanya
A Nagyvarsány központjától 1,5 km-re délnyugatra fekvő településrészt az uradalmi időkben Ezredestanyának nevezték. A református anyakönyvek először 1853-ban említették N. Varsány határában lévő grófi major néven, majd a következő évtizedekben az Ezredes major, Ezredesi puszta, Ezredesi tag, Ezredesi tanya alakokat használták. Az Ezredestanya elnevezés 1880 körül állandósult. A 19. század második felében itt alakították ki a grófi uradalom gazdasági központját. Gőzmalmot, olajsütőt, kendergyárat és szeszgyárat üzemeltettek, a termékek szállítását pedig a gyürei vasútállomásig kiépített lóvasúttal biztosították a 20. század elejétől. Lakói nagy szegénységben élő béresek és cselédek voltak, számukra az 1945-ben végrehajtott földosztás jelentett fordulópontot: az uradalom felszámolásával öt-tíz holdas gazdaságok alakultak, a cselédházakat lebontották, új házak épültek. 1945 után a településrész nevét Szabadságtanyára változtatták, és Szabadság néven alapították meg 1949-ben Nagyvarsány első termelőszövetkezeti csoportját is. A megüresedett Rochlitz-kúriát iskolaépületként és tanítólakásként használták, majd az oktatás megszűntével (az 1970-es évektől az alsó tagozatos tanulók is Nagyvarsányba jártak át) kultúrházzá alakították, később magántulajdonba került. 1993-ban református templomot építettek, amely 2004-ben toronnyal, 2006-ban orgonával és új haranggal bővült. A 2011. évi népszámlálás idején 289, a 2022. évi népszámlálás idején 268 fő élt a településrészen.

### Tisza mente
Nagyvarsány területének keleti-északkeleti részén, a Tisza-kanyar nyugati oldalán terül el a folyó erdős-ligetes árterülete. Mezőgazdasági művelésre kevésbé alkalmas, értékét elsősorban természeti adottságai jelentik. Szép kirándulóhely, értékes növény- és állatvilággal. A Tisza kanyarulatában, a bal parton kikötésre alkalmas homokpad található.
A Nagyvarsány és Tiszaszalka közötti Tisza-szakaszon került sor a Tokaj fölötti első kanyarátvágásra 1852-ben, a meder rögzítése azonban elmaradt, melynek következtében a folyó évente 35 métert húzódott vissza eredeti medrébe, 122 év alatt 3,4 kilométeres eltolódást eredményezve. A Nagyvarsányig benyúló éles kanyarban lassabban haladt a víz, megrekedt a hordalék, csökkent a vízmélység. A tavaszi áradások idején veszélyeztette az árvízvédelmi töltéseket, télen jégtorlaszok keletkeztek, és az útvonal a hajózásnak sem kedvezett. A Felső-Tisza-vidéki Vízügyi Igazgatóság 1973-ban kezdte meg a folyó átvágását az előző évben elkészített szabályozási tervek alapján. Az 1974. február 9-én megnyitott átvágással 400 méteres csatornával egyenesítették le a 3,4 kilométer hosszú kanyarulatot.

## A község címere

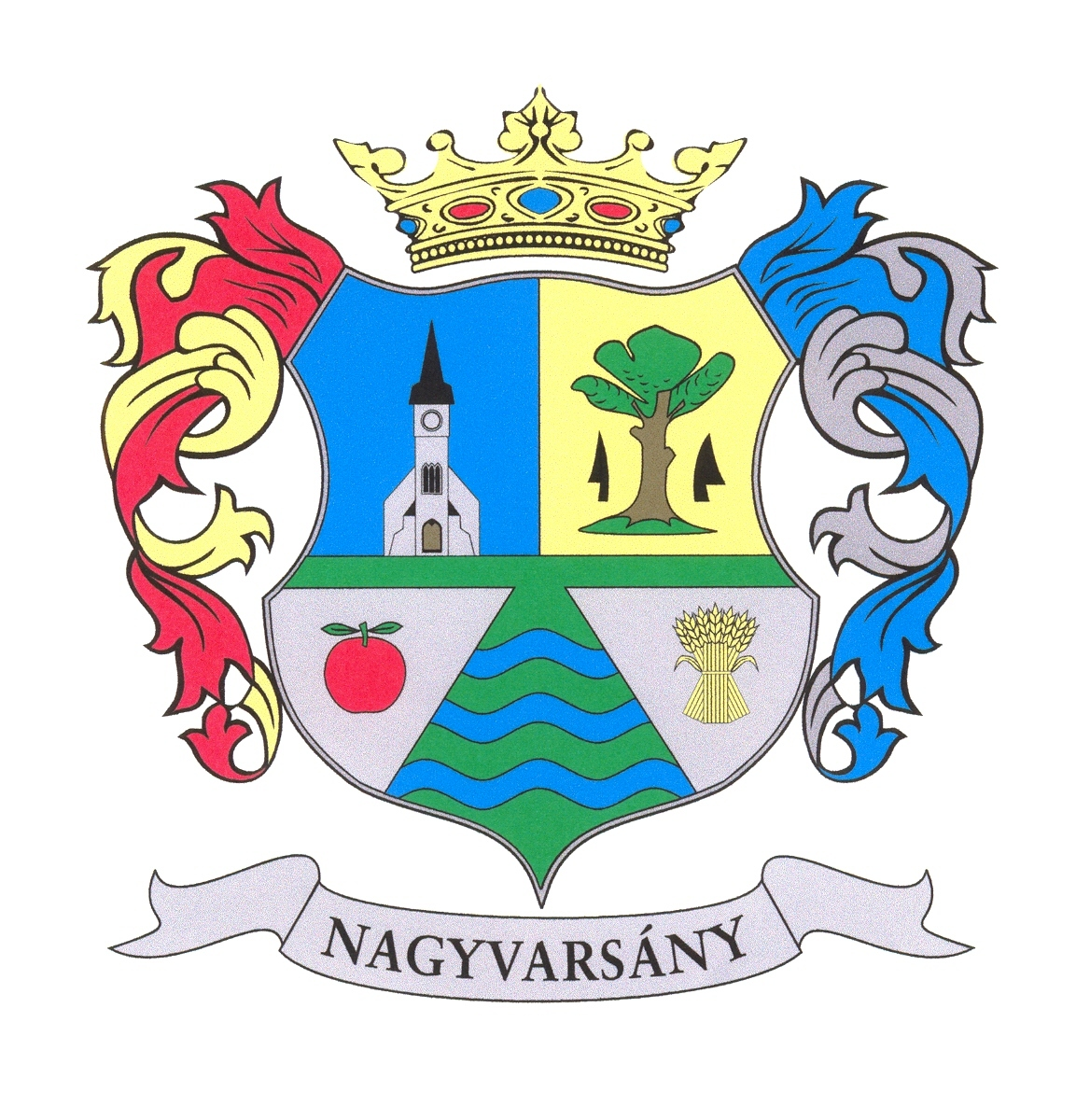
Nagyvarsány község címere

2000-ben, a millennium évében készült el a település címere, melynek megalkotásánál alapvető szempont volt, hogy az új címer hűen tükrözze a község eredetét, múltját és fennmaradásáért folytatott küzdelmét.
A reneszánsz vonalvezetésű csücsköstalpú pajzsforma, felső csúcsaiban csapott, vékony ezüst kerettel szegélyezve a történelmi korok címereit idézi. A pajzs haránt vágással, illetve alul két benyúló ékkel harmadoltan, öt részre osztható.
Az egykori királyi hűbéri birtok voltára utal a címerpajzs felett nyitott, rubinnal és zafírral kirakott ötágú arany lombkorona. Két oldalról pedig, jobbról vörös-arany, balról kék-ezüst címertakaró öleli körül.
Az első, jobb felső kék mező közepén ezüst-fekete színekkel a község legrégebbi temploma áll, melyet a 15. század első felében gótikus stílusban építettek. Ez a keresztény hitvilághoz való tartozást szimbolizálja.
A második, bal felső arany mező közepén a község 1849-ből fennmaradt pecsét motívumai, az őshonos mocsáritölgy, s két oldalán az isztike és az ekevas. A megcsonkított ágú, újból lombot hajtó öreg fa a megújulás és élni akarás jelképe, s egyben utal arra is, hogy a község lakói már a régmúlt időktől fogva területeket foglaltak el, az akkor még összefüggő erdőségektől a mezőgazdálkodás számára.
A harmadik, az alsó zöldmezőbe jobbról benyúló ezüst színű ék közepén szereplő alma, és a balról benyúló ezüst színű ék közepén szereplő gabona termesztése ma is meghatározó szerepet játszik a község megélhetésében. A piros alma nem csak a jellemző haszonnövény, hanem a bibliai örök gyümölcs szimbóluma is.
A zöldmező közepén a két ezüst színű éket összekötő kék hármas hullámvonal a Tisza-menti település emberének a folyóhoz fűződő kapcsolatára utal.
A címerpajzsot az alatta lévő ezüst szalagdíszen fekete betűkkel a „NAGYVARSÁNY” felirat zárja le, s teszi teljessé.

## Közélete

### Polgármesterei
- 1991–1994: Szűcs Ilona (független)
- 1994–1998: Szűcs Ilona (független)[17]
- 1998–2002: Szűcs Ilona (független)[18]
- 2002–2006: Szűcs Ilona (független)[19]
- 2006–2010: Szűcs Ilona (független)[20]
- 2010–2014: Szűcs Ilona (független)[21]
- 2014–2019: Tóth Sándor (Fidesz-KDNP)[22]
- 2019–2024: Tóth Sándor (Fidesz-KDNP)[23]
- 2024– : Kiss Zoltán (független)[1]

A rendszerváltás utáni első önkormányzati választáson az akkor még Gyürével közös település polgármesterévé Szűcs Ilona független jelöltet választották, aki előtte 1986-tól, négy éven át tanácselnökként is vezette már az egyesített községet. A szétválás után Szűcs Ilona Nagyvarsány polgármestere maradt (és többször is újraválasztva, összességében 28 évig állt a falu élén), Gyürén pedig 1991-ben minden bizonnyal időközi polgármester-választást kellett tartani.

## Népesség
Az első magyarországi népszámlálás adatai szerint 1784-ben Nagyvarsánynak 54 lakóháza és 328 lakosa volt. Fényes Elek 1851-ben kiadott Magyarország geographiai szótára című munkájában 81 házról és 655 lakosról tett említést. A lakosságszám az 1960-as évekre közel 1700 főre emelkedett, majd átmeneti csökkenést követően az 1990-es években újra emelkedni kezdett, 2006-ban elérte az 1623 főt. 2006 óta folyamatos csökkenés figyelhető meg. A 2001. évi népszámlálás idején 1543 fő, a 2011. évi népszámlálás idején 1500 fő lakta a települést.

### Nemzetiségi megoszlás
2011-ben a település lakosságának 85,7%-a magyarnak, 0,5%-a ukránnak, 0,2%-a németnek, 0,2%-a románnak, 0,1%-a cigánynak, 0,3%-a egyéb, nem hazai nemzetiségűnek vallotta magát, míg 14,3% nem kívánt nyilatkozni.
2022-ben a lakosság 96%-a vallotta magát magyarnak, 0,2% cigánynak, 0,2% ukránnak, 0,2% németnek, 0,1% lengyelnek, 1,5% egyéb, nem hazai nemzetiségűnek (4% nem nyilatkozott; a kettős identitások miatt a végösszeg nagyobb lehet 100%-nál). 

### Vallási megoszlás
A 2011. évi népszámlálás adatai szerint Nagyvarsány lakosságának több mint kétharmada (76,4%) kötődik valamely vallási felekezethez. A lakosság több mint fele (56%) reformátusnak, 10,4%-a római katolikusnak, 3,7%-a görögkatolikusnak, 6,3%-a egyéb vallási közösséghez, felekezethez tartozónak vallotta magát. 2,7% nem tartozott egyik vallási közösséghez, felekezethez sem, míg 20,9% nem kívánt nyilatkozni.
2022-ben vallásuk szerint 6,3% volt római katolikus, 58,9% református, 4,9% görög katolikus, 5,4% egyéb keresztény, 0,1% evangélikus, 2,4% felekezeten kívüli (21,8% nem válaszolt).

## Oktatási élet
A településen az iskolai oktatás korán a középpontba került. 1790. április 28-ától a Nagyvarsányi Református Egyházközség anyakönyvében magyar nyelven írva kísérhetők nyomon a rektorok, oskolamesterek, iskolatanítók és az iskola felszereltsége. 1912-ben a reformátusok a templom mellett új iskolát, kántortanítói lakást építettek, s egy másik iskolának Balaskó György ajándékozott egy épületet lakással. A római katolikusok egytantermes iskolát működtettek, az udvarán tanítói lakással, a református parókia melletti telken. 1922-ben a településhez tartozó Ezredestanyán (Gyulay tanyán) községi népiskolában folyt az oktatás. 1948-ban a felekezeti iskolákat államosították. Ettől kezdve a nagyvarsányi iskola többször betöltötte a körzeti iskolai feladatokat. 1960-ban központi iskola épült 4 tanteremmel, egy előadóval és szolgálati lakással. 1970-ben a községi tanács az óvodát és a napközi otthont bővítette. 1987-ben a 4 tantermes iskolát további 4 tantermes iskolával (4 tanterem, fizika-kémia előadó, tornaterem, műhelyterem, napközisterem), a közművelődést szolgáló helyiségekkel (200 férőhelyes színházterem, öltözők, kettős funkciójú könyvtár, tárgyaló) bővítették. 1988-ban számítástechnikai terem, 1989-ben sportudvar kialakítására került sor.
1994-ben az ÁMK telkén 3 csoportos óvoda, központi konyha, ebédlő megépítése történt, átjáró folyosóval összekapcsolva az ÁMK épületével. 1987. szeptember 1-jétől az Általános Művelődési Központ szervezeti formában látta el a település nevelését, oktatását, művelődését 1996. augusztus 31-éig. A községek szétválása megindította az iskola visszakörzetesítését. Az 1994-95-ös tanévtől csak egyéni döntés alapján maradtak, illetve iratkoztak be ide tanulók.
A 2008-as év fordulópontot jelentett az iskola számára. 2008. szeptember 1-jén Újkenézzel társulva létrejött a Nagyvarsány-Újkenéz Általános Iskola és Óvoda, Nagyvarsány központtal. A társulás megszűnését követően, a 2011/2012. tanévtől az iskola Nagyvarsány Magyar-Angol Két Tanítási Nyelvű Általános Iskola és Óvoda néven működött tovább. 2012. szeptember 1-jétől az iskola fenntartója a Kisvárdai Református Egyházközség, az iskola a Kisvárdai Református Óvoda, Általános Iskola, Gimnázium és Kollégium tagintézménye lett. 2017. szeptember 1-jével az iskola fenntartását a Nagyvarsányi Református Egyházközség vette át.

### Az iskola igazgatói
- Bartha László (1948–1950)
- Görbedi Miklós (1950–1952)
- K. Szűcs József (1952–1953)
- Kiss Sándor (1953–1959)
- Dienes István (1959–1961)
- K. Szűcs Jolán (1961–1963)
- Sárréti Géza (1964–1967)
- Molnár Tibor (1967–1982)
- Szűcs Gyuláné (1982–1987)
- Szűcs Gyula (1987–2003)
- Vincze Ferencné (2003–2015)
- Szűcs Istvánné (2015–2016)
- Szilágyiné Topolánszky Tünde (2016–)

## Egyházak

### Református egyház
A 14. században Nagyvarsányban már téglából épített templom állt, a falut emiatt Egyházasvarsány néven is említik a korabeli források. A mai templom gótikus részének építése a 15. századra tehető. Külső falában egy másodlagosan beépített 1463-as sírkő van, a szentély északi falában pedig egy 1523-ban készített reneszánsz szentségfülke található. Ezt a reformáció idején befalazták egy gyönyörűen cizellált arany Monstranciával együtt, amelyeket az 1926-os átalakítás során találtak meg. A templom első renoválása 1769-ben történt. Ekkor készíttették Szántai János asztalosmesterrel a két kart, a mennyezetet, a szószék-koronát, az öt koronás széket és „a köz renden lévő embereknek megkívántató székeket”.
Ekkor épült az első ismert fa harangláb, melyet 1867-ben lebontottak. 1864 és 1880 között többször is napirenden volt a torony építése, míg 1880-ban egy haranglábat állítottak. 1912-ben a fatoronyról már nem tesznek említést. 1922-ben kiadott képeslapokon is csak a templom látható. A templom bővítésére 1926-ban Balázs István építész tervei alapján került sor, ekkor teljes átalakítást végeztek, és kapta meg jelenlegi formáját. A századfordulón már lebontott különálló fa harangláb helyett a bővített rész bejáratához épült 20 méter magas, különleges szecessziós ízlésű gótizáló torony. Egyedülálló kiképzésű padozatot, karzatokat építettek be. Első harangját 1749-ben öntötték, a másik, kisebb harangot „A N. Varsányi ref. egyház 1848-ban a haza oltárára adta ágyúnak.”
A toronyban ma három harang van. A 80 kg-os harangot Nemes Egry Ferenc öntötte 1851-ben Kisgejőcön, a 180 kg-osat a budapesti Harangművek készítette 1925-ben, a 325 kg-os pedig 1999-ben Gombos Miklós harangöntő műhelyében készült.
Az egyházközség jótevőjeként gróf Gyulay Ferenc adományozta a családja történetéről saját kezű feljegyzéseit tartalmazó, 1661-ben nyomtatott, nagy méretű Váradi Bibliát, a Bécsben 1725-ben készített aranyozott úrasztali tányérokat, kelyhet, az 1745-ben készült ezüst kancsót, az Európában is egyedülálló vörös márványból készült úrasztalát, amelyeket ma is használ a gyülekezet. A templom alatti kriptában a Gyulay családnak több gyermekét temették el.
Úrasztali készletei közül legkorábbi darab egy úrihímzéses terítő, amelynek készítését – a közepébe hímzett T. M. monogram alapján – Bethlen Gergely erdélyi főgenerális feleségének, Thoroczkay Máriának szokás tulajdonítani (Thoroczkay Mária gróf Gyulay Ferenc feleségének, Bánffy Máriának a nagyanyja volt). A terítő minden bizonnyal nem Thoroczkay Mária keze munkáját dicséri, ugyanis elkészültének évében, 1656-ban ő csak négyéves volt. Sokkal valószínűbb, hogy egy számára készített ajándékról van szó. A két méternél hosszabb abrosz szélét összefüggő indás kompozíció díszíti körbe, egyetlen megszakítás és különös sarokszerkesztés nélkül. Szerkezete a Lombardi reneszánszra nyúlik vissza. Motívumkészlete részben reneszánsz, részben törökös gránátalmákból, szegfűkből és tulipánokból áll. Közepét egy önálló kör kompozíció díszíti, T. M. monogrammal, 1656-os évszámmal és az erdélyi Thoroczkay család címerével. Körülötte fák és állatok: gólya, őz, szarvas, unikornis, nyúl, kutya, mókusok és pávagalambok láthatók. Változatos és művészi öltéstechnikája igazi műhelymunkára vall.
A gyülekezethez tartozó Szabadságtanyán 1993-ban épült templom. 2004-ben bővítették, és toronnyal gazdagították. E toronyból egy 80 kg-os, 1995-ben készített harang hívja a tanyai gyülekezetrész tagjait.
A gyülekezet önálló anyaegyházközségként a Tiszántúli Református Egyházkerület Szabolcs-Beregi Református Egyházmegyéjéhez tartozik.

#### Református lelkészek
- Kozma János (1765–1790)
- Ballyka Imre (1790–1794)
- Nagy Ferenc (1794–1819)
- Szent-Györgyi Sámuel (1819–1828)
- Nagy Tóth József (1828–1834)
- Bartsik János (1835–1841)
- Székely József (1841–1845)
- Liszkai István (1845–1848)
- Menyhért János (1848–1873)
- Fekésházy Gyula (1874–1913)
- Balogh Miklós (1913–1948)
- Csathó Kálmán (1949–1960)
- Birtha István (1960–1978)
- Szabó Sándor (1978–1988)
- Horváth Géza (1988–2010)
- Szegedi Gyula (2010–2018)
- Taracközi Gerzson (2019– )

### Római katolikus egyház
A korábbi római katolikus templomról kevés ismeretünk van. Az Egri Érseki Levéltár szerint 1800-ban építtette Eördögh György szilárd anyagból. Fa tornyán két harang volt. Berendezése fa karzatból, hordozható fa szószékből és a kereszt felmagasztalásának tiszteletére állított oltárból állt. A kis templom az 1891-ben már évtizedek óta nem lakott Gyulay kastély udvarán helyezkedett el, és a grófi család tulajdonát képezte, a falu katolikus lakossága azonban, más katolikus templomuk nem lévén, ezt a templomot használta.  A templom nem rendelkezett önálló plébániával, Gemzse filiájaként működött. A gemzsei plébánián 1825-ben indult az anyakönyvezés.
A jelenlegi templomot 1901-ben gróf Gyulay István építtette a grófi uradalom beltelkén, saját költségén, egyházmegyei támogatás nélkül. Az építés mindössze két hónapot vett igénybe. A templomot ünnepélyes keretek között 1901. június 30-án szentelte fel Csák János gemzsei plébános. 1922-ben a településről készített képes levelezőlap-sorozat egyikén már ez a templom látható. A korábbi templomot feltehetően a kúriával együtt bontották el az 1900-as évek elején.
Napjainkban a gyülekezet a Debrecen-Nyíregyházi egyházmegye Szatmári esperesi kerületéhez tartozik, immáron Mezőladány filiájaként.
A római katolikus temetőt a reformátussal együtt 1959-ben zárták be. Azóta felekezetre való tekintet nélkül az 1955-ben megnyílt köztemetőbe történik a temetkezés. A régi temetőben sok értékes, elődöket visszaidézhető síremlék áll.

### Görögkatolikus egyház
A településen kis számban görögkatolikusok is élnek, alkalmaikat a római katolikus templomban tartják minden hónap második és negyedik vasárnapján. Korábban Bácsaranyos filiája volt a gyülekezet, anyakönyveiket 1809-ben kezdték vezetni. Napjainkban Vásárosnamény filiája, a Nyíregyházi egyházmegye Szatmári Főesperességének Karászi Esperesi Kerületéhez tartozik.

### Baptista egyház
1919. november 12-én az orosz hadifogságból hazatért két varsányi katona, Szűcs B. András és Cs. Szűcs Pál megalapították a baptista gyülekezetet. 1922-ben imaházat építettek, ezt azonban már az 1930-as években kinőtte a gyülekezet. Az új imaház építésének előkészületei az 1940-es években kezdődtek. Az alapkőletételre 1948 márciusában, az elkészült (az országban elsőként toronnyal épített) imaház ünnepélyes átadására 1949. május 8-án került sor. Ez egyben a Nyírség legnagyobb baptista imaháza, gyülekezete is. A gyülekezet 2019 októberében ünnepelte megalakulásának századik évfordulóját. 
Napjainkban a Tiszántúli Baptista Egyházkerülethez tartozik, ezen belül mint körzet magába foglalja Vásárosnamény, Gergelyiugornya, Ilk és Aranyosapáti baptista gyülekezeteit is.

#### Baptista lelkészek
- Sallay László (1918–1922)
- Czine Ferenc (1923–1931)
- Szűcs B. András (1932–1935)
- Révész Sándor (1935–1945)
- Szűcs Bertalan (1945–1951)
- Marsal János (1951–1960)
- Hetényi Attila (1961–1973)
- Kovács Dániel (1975–1978)
- Boros Gergely (1979–1984)
- Katona László (1984–1990)
- Kotmájer Mihály (1991–1996)
- Katona László (1998–2011)
- Szólláth Imre Rudolf (2012–2023)
- Kovács Benjámin (2024–)

### Zsidók
Szabolcs vármegyében a Habsburg Birodalom fennhatósága alá tartozó Galíciából és az Orosz Birodalom területéről nagyszámú, elsősorban ortodox zsidó lakosság telepedett le 18. századi előzményekkel, de többnyire a 19. század második felében. Pontosan nem ismert, Nagyvarsányban mikor jelentek meg az első családok, de egy 1753-as járási adóösszeírás szerint abban az évben egy zsidó család már élt a településen. Fényes Elek 1851-ben ugyancsak említést tett "néhány zsidó vallású" lakosról. Számuk az összlakosságon belül nem volt meghatározó: 1881-ben a 723 lakosból 55 fő, 1900-ban az 1049 lakosból 35 fő, 1930-ban az 1459 lakosból 33 fő vallotta magát izraelitának. Anyakönyvezés tekintetében a mándoki kerülethez tartoztak. Fiókhitközség csak Kisvarsányban és Gyürében működött.
1944-ben a nagyvarsányi zsidókat deportálták. Az 1949. évi népszámlálás idején már egyetlen zsidó vallású lakos sem élt a településen. Egykori temetőjük a Szabadságtanyára vezető út bal oldalán helyezkedett el, néhány síremlék olvasható állapotban máig fennmaradt.

## Látnivalók
- Református templom (műemlék)
- Római katolikus templom
- Baptista imaház
- II. világháborús emlékmű
- Szűcs kereszt: K. Szűcs József felesége, Volkó Terézia állíttatta 1917-ben.
- Vadaspark
- Tus-Wald vadászház
- A Tisza és árterülete (Natura 2000 terület)

## Testvértelepülések
|         | Ország  | Település  | Régió      |
| ------- | ------- | ---------- | ---------- |
| Ukrajna | Ukrajna | Gút        | Kárpátalja |
| Ukrajna | Ukrajna | Nagybégány | Kárpátalja |

## Itt születtek, itt éltek
- Menyhért János (Nagyvarsány, 1855. április 16. – Nyíregyháza, 1903. január 29.) ügyvéd, Szabolcs vármegye törvényhatósági bizottságának és Nyíregyháza város képviselő-testületének tagja[28]
- Sebestyén József (Nagyvarsány, 1897. március 18. – Chicago, USA, 1971. június 27.) kereskedő, üzletember, a chicagói Magyar Csárda étterem alapítója, fiával, ifj. Sebestyén Józseffel (1924–2011) együtt a chicagói magyar közösség jelentős alakja[29]
- Szűcs Ferenc (Nagyvarsány, 1901. március 29. – Nagyvarsány, 1972. február 1.) országgyűlési képviselő, a Független Kisgazdapárt Szabolcs-Szatmár-Bereg megyei titkára
- Nagy József (Nagyvarsány, 1908. október 20. – Miyazaki, Japán, 1990. február 16.) szalézi szerzetes, misszionárius, egyetemi tanár
- Szenes József (Nagyvarsány, 1937. november 18. – Hajdúböszörmény, 2024. március 7.) plébános, címzetes kanonok, címzetes apát, Hajdúböszörmény díszpolgára[30][31]
- Szűcs Gyula (Nagyvarsány, 1939. január 7. – Nagyvarsány, 2007. szeptember 20.) tanár, iskolaigazgató, helyi önkormányzati képviselő, alpolgármester
- Tusán Péter (Vásárosnamény, 1943. december 3. – Vásárosnamény, 2008. augusztus 4.) erdész, fővadász, a Szabolcs-Szatmár-Bereg Megyei Vadászkamara Vadgazdálkodási Bizottságának elnöke, a Hunor Vadásztársaság vadászmestere[32][33]
- Deák László (Nagyvarsány, 1947. március 3.) bányász, politikus, az MSZMP Központi Bizottságának tagja[34]
- Szűcs M. Sándor (Nagyvarsány, 1951. szeptember 26. – Debrecen, 2002. január 30.) országgyűlési képviselő, református lelkész
- Dr. Szűcs Gyula (Nagyvarsány, 1954. december 9.) volt országgyűlési képviselő, jogász, tanár
- Dr. Csathó Péter (Nagyvarsány, 1955. február 8.) tudományos tanácsadó, kandidátus, az MTA tagja
- Szűcs Gyula (Nagyvarsány, 1955. szeptember 25.) Sesztina- és Lechner Ödön-díjas okleveles építőmérnök, a debreceni HUNÉP Universal Építőipari Zrt. elnök-vezérigazgatója (1991–2019), Debrecen díszpolgára[35]
- Kiss B. Zoltán (Vásárosnamény, 1960. február 8.) vállalkozó, Afrika-vadász, a Felső-Tiszavidéki Vadgazdák Szövetségének elnöke
- Dr. Czomba Sándor (Vásárosnamény, 1963. augusztus 14.) foglalkoztatáspolitikáért felelős államtitkár (2010–2015, 2022–), országgyűlési képviselő
- Faragó Attila (Vásárosnamény, 1978. március 29.) orgonaépítő mester, restaurátor[36]

## Galéria

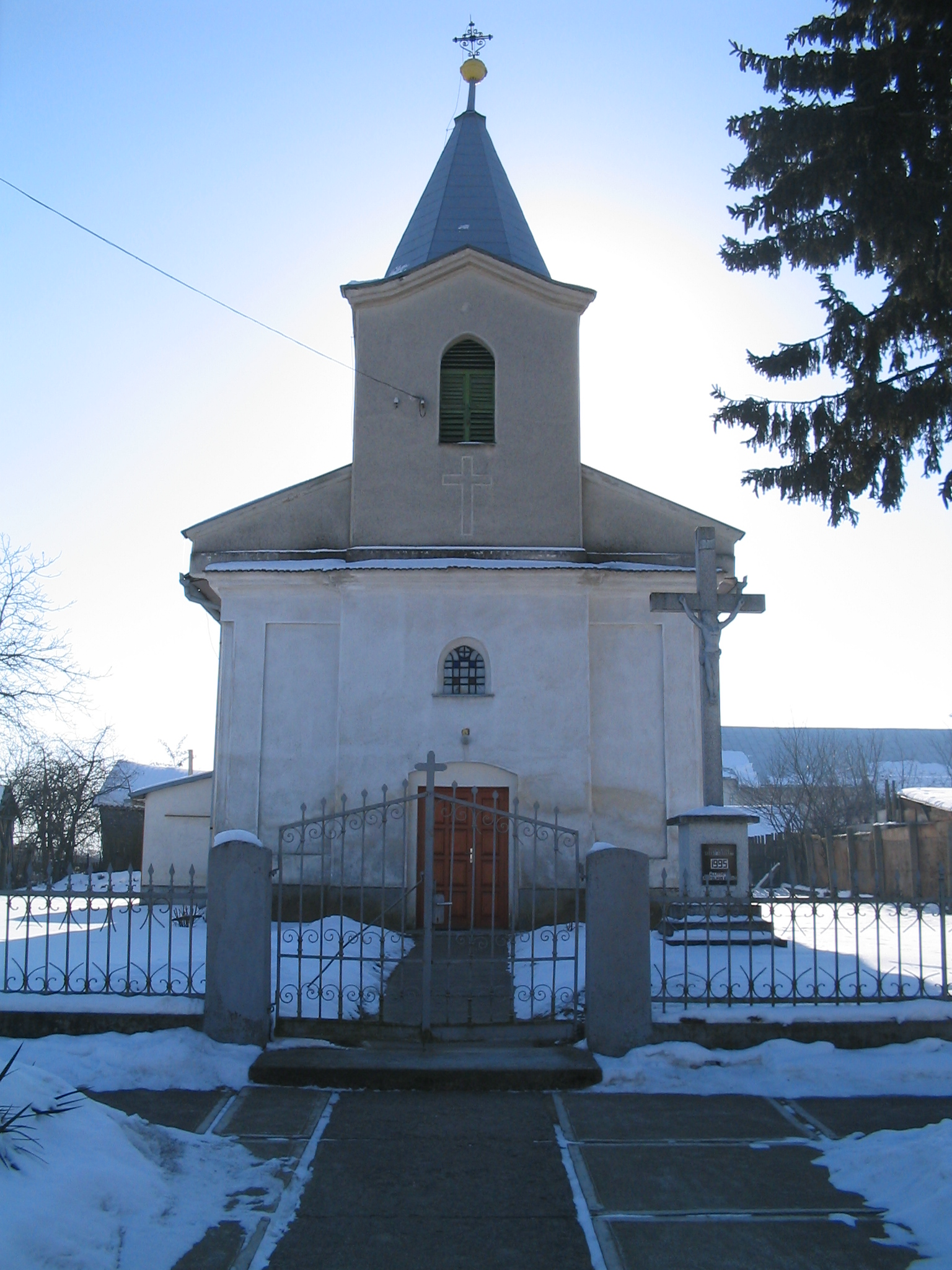
Katolikus templom
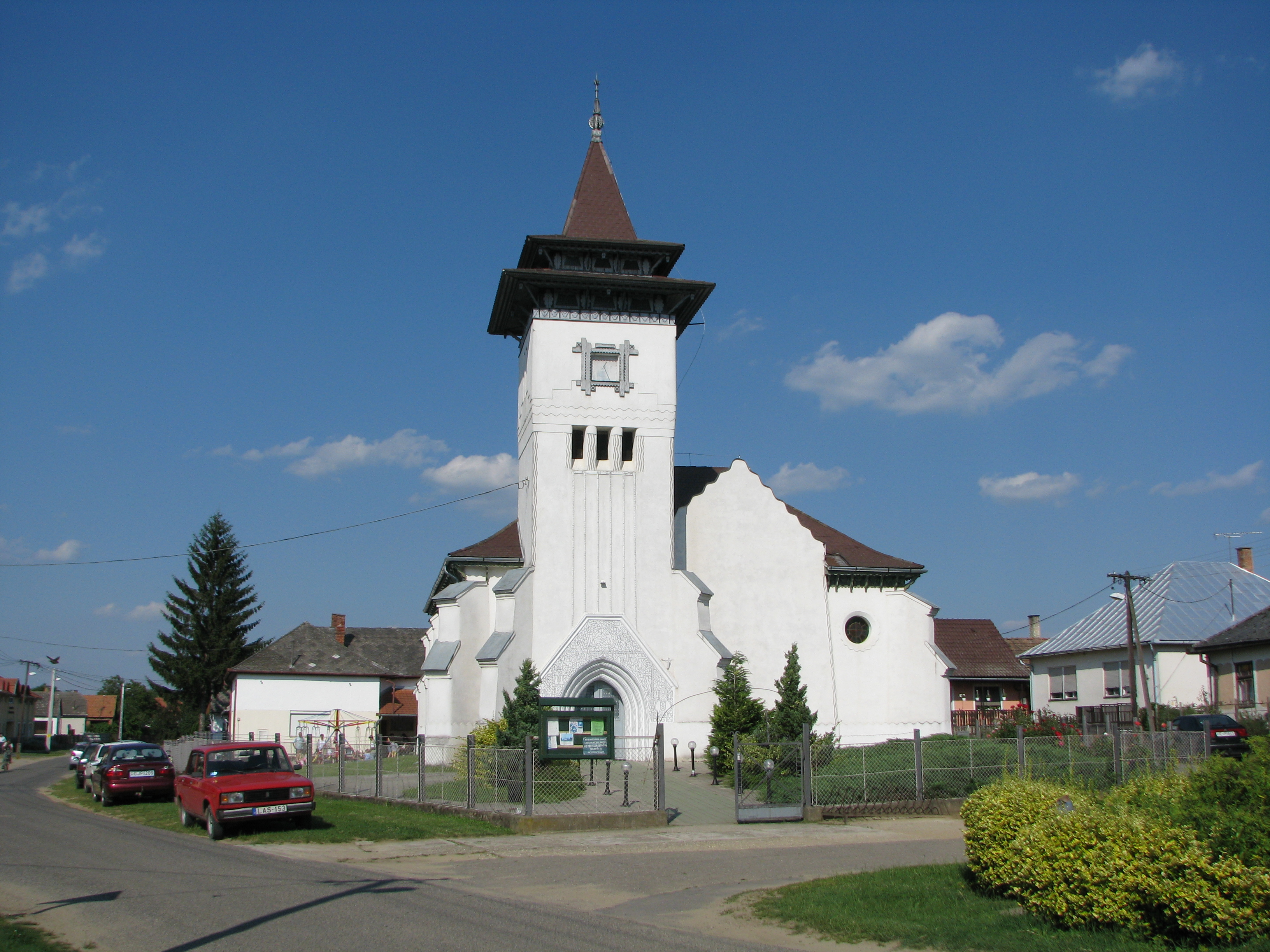
Református templom